# Cratere Cooma
Cooma  è un cratere sulla superficie di Marte.